# Señorío de Teulinchán
El Señorío de Teulinchán (Del caxcan Teulichan: teul- "dios", ichan- "su casa", lit: casa de dios), también llamado Tlacotla, fue un estado mesoamericano perteneciente a la cultura de occidente mexicano, floreció en el posclásico tardío. Fue habitado principalmente por caxcanes, se ubicaba en el extremo sur de lo que ahora es el estado de Zacatecas. Colindaba al sur con el Señorío de Tonalá, al este con en Señorío de Juchipila y al oeste por varios estados como Xochitepec y Etzatlán. Los españoles y tlaxcaltecas aliados llamaron tezoles a sus habitantes. Fue un estado importante en la zona por ser el centro religioso y cultural de la caxcanía. Estaba enclavado en la sierra y no tenía señoríos tributarios, todas sus aldeas circundantes dependían directamente de su capital, que era una ciudad populosa en comparación con las demás ciudades de la zona.
Su fundación se remonta a la época del siglo X y XI, cuando los caxcanes llegaron del oeste y desplazaron a los antiguos pobladores de la ciudad de Teulinchan, que eran tecuexes. Al llegar destruyen la ciudad y la reconstruyen nuevamente, reincidiéndola como lugar de culto, esta vez para su dios Teul, que era representación del sol, fuente de vida.
Se tiene evidencia del desarrollo de la metalurgia en esta zona, para fines ornamentales y cotidanas, tales como un caldero de cobre encontrado en la región.

## Historia

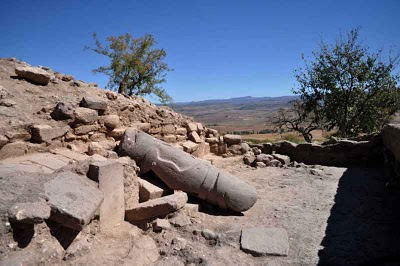
Ruinas de la antigua capital de Teulinchan.

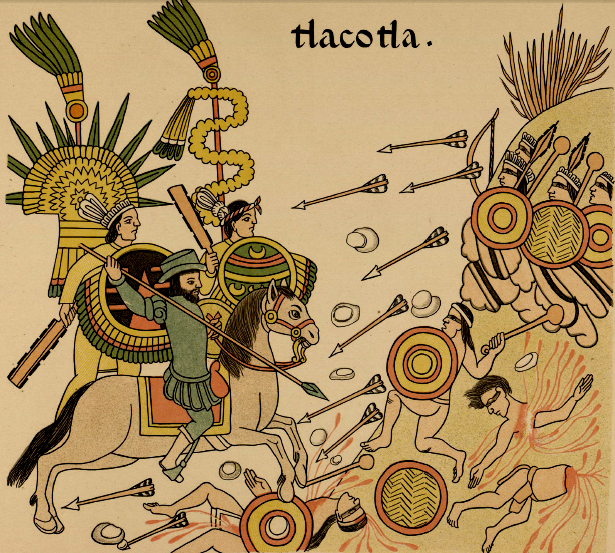
Conquista del valle de Tlacotan por españoles y tlaxcaltecas en el lienzo de tlaxcala.

En 1530 el capitán Nuño de Guzmán junto a un ejército numeroso de tlaxcaltecas vencieron al reino de Juchipila, al término de esto, se dirigieron hacia el valle de Tlacotan, dominado por este señorío del Teul y los derrotaron en una cruenta batalla. En los años siguientes los españoles establecieron el sistema de República de Indios e impusieron encomenderos y frailes para que los evangelizaran.
En 1541 los caxcanes y zacatecos se rebelan de este sistema en la conocida como Guerra del Mixtón donde perece gran parte de la población del lugar.